# (2993) Wendy
(2993) Wendy es un asteroide perteneciente al cinturón de asteroides, descubierto el 4 de agosto de 1970 por el equipo del Observatorio Perth desde el Observatorio Perth, Bickley, Australia.

## Designación y nombre
Designado provisionalmente como 1970 PA=. Fue nombrado Wendy en homenaje a "Wemdy" la esposa del astrónomo austral Peter Birch.